# Leon Spinks
„Neon“ Leon Spinks (* 11. Juli 1953 in St. Louis, Missouri; † 5. Februar 2021 in Henderson, Nevada) war ein US-amerikanischer Boxer, zweifacher Weltmeister im Schwergewicht und ein unumstrittener Schwergewichts-Boxweltmeister. 

## Leben
Leon Spinks hatte sechs Geschwister. Einer seiner Brüder war der spätere Boxer und Olympiasieger Michael Spinks. Sein Vater verließ die Familie 1957 und seine Mutter Kay musste die Familie mit sechs Söhnen und einer Tochter alleine durchbringen, dies in dem berüchtigten Wohnprojekt Pruitt-Igoe im Norden von St. Louis. Spinks besuchte bis zur 10. Klasse eine Schule. Anschließend trat er dem Marine Corps bei und wurde Mitglied des All-Marine-Boxteam.
Zusammen mit seiner Frau Brenda Glur Spinks hatte er drei Söhne; den Profiboxer Cory Spinks sowie Darrell Spinks, der von 1995 bis 2000 ebenfalls Profiboxer war. Sein Sohn Leon Calvin Spinks wurde 1990 in St. Louis erschossen.
Spinks starb im Alter von 67 Jahren an den Folgen einer Krebserkrankung.

## Amateurkarriere
Leon Spinks gewann von 1974 bis 1976 drei Mal in Folge den nationalen Meistertitel im Halbschwergewicht. Bei der 1974 erstmals ausgetragenen Amateurweltmeisterschaft in Havanna belegte er einen dritten Platz, ging gegen den Russen Karataev k. o., bei den Panamerikanischen Spielen 1975 in Mexiko-Stadt wurde er Zweiter, als er dem Kubaner Rene Pedroso unterlag.
1976 gelang ihm sein größter Erfolg als Amateur, als er bei den Olympischen Spielen in Montreal die Goldmedaille gewann. Im Laufe des Turniers schlug er Abellatif Fatihi, Marokko (K. o. 1. Runde), Anatolij Klimanow, Sowjetunion (5:0), Ottomar Sachse, DDR (5:0), im Halbfinale Janusz Gortat, Polen (5:0), und im Finale den Kubaner Sixto Soria (T. K. o. 3. Runde). Sein Bruder Michael Spinks gewann bei diesen Spielen im Mittelgewicht ebenfalls Gold.
Seine Bilanz war 178-7.

## Profikarriere
1977 wechselte Pressure Fighter Spinks in das Profilager. Er brauchte nur sieben Profikämpfe, um einen WM-Kampf zu erhalten. Das ist ungewöhnlich aber kein Rekord, denn Pete Rademacher gab gegen Floyd Patterson in einem WM-Titelkampf sein Profidebüt.
Am 15. Februar 1978 boxte er als Zehn-zu-eins-Außenseiter gegen Muhammad Ali und holte sich überraschend die WBA und WBC-Gürtel. Ali nahm Spinks im Vorfeld des Kampfes nicht ernst. Im Kampfverlauf versuchte es Ali mit seiner „Rope-a-Dope“ Taktik, doch Spinks wurde nicht müde und gewann am Ende nach Punkten. „Ich habe ihn unterschätzt“, räumte der alternde Ali, damals 36, nach seiner überraschenden Niederlage ein (so zitiert in: Der Spiegel 38/1978, S. 222). Das ist mit nur acht Kämpfen als Profiboxer der schnellste Titelgewinn der Schwergewichtsgeschichte und wird zudem als eine der größten Sensationen in der Geschichte des Profiboxens angesehen.
Der WBC-Verband bestand nun darauf, dass er zuerst gegen Ken Norton verteidigen solle, doch er gewährte lieber Ali einen lukrativen Rückkampf. Der WBC-Gürtel wurde am grünen Tisch Norton zugesprochen und so boxten Spinks und Ali am 15. September 1978 nur noch um die WBA-Krone, die Ali mit einem Punktsieg zurückgewinnen konnte.
In seinem nächsten Kampf ging Spinks gegen Gerrie Coetzee in der ersten Runde k. o. K.-o.-Siege gegen Alfredo Evangelista (mehrfacher WM Herausforderer) und Bernardo Mercado ermöglichten ihm jedoch, am 12. Juni 1981 den mittlerweile amtierenden WBC-Weltmeister Larry Holmes herausfordern zu können. Er war in dieser Begegnung jedoch chancenlos und ging bereits in der dritten Runde k. o.
Anschließend gewann er keinen bedeutenden Kampf mehr. 1986 bekam er nochmal eine Titelchance gegen den WBA-Cruisergewichtsweltmeister Dwight Qawi, doch auch hier verlor Spinks vorzeitig. Zwischen 1986 und 1988 gewann er gar nur einen von zehn Kämpfen, was ihn dazu bewog, seine Karriere vorläufig zu beenden.
1991 kehrte er allerdings wieder in den Ring zurück und bestritt bis 1995 dreizehn weitere Kämpfe gegen durchweg unbedeutende Gegner, bis er schließlich endgültig zurücktrat.